# 噶尔弼
噶尔弼（？—1738年），清朝大臣。蒙古科尔沁部人。卓哩克图亲王乌克善之孙，博木博什台吉的儿子。
康熙五十六年（1717年），跟随康熙帝木兰行围，赐孔雀翎。康熙五十七年（1718年），授二等台吉。康熙五十八年（1719年）擢升为散秩大臣。康熙六十年（1721年），晋升为一等台吉。雍正二年（1724年），作为孝庄文皇后戚属，封辅国公。雍正九年（1731年），跟随达尔汉亲王罗卜藏衮布等征准噶尔汗国噶尔丹策零，在克鲁伦河防御。